# Американский сегмент МКС

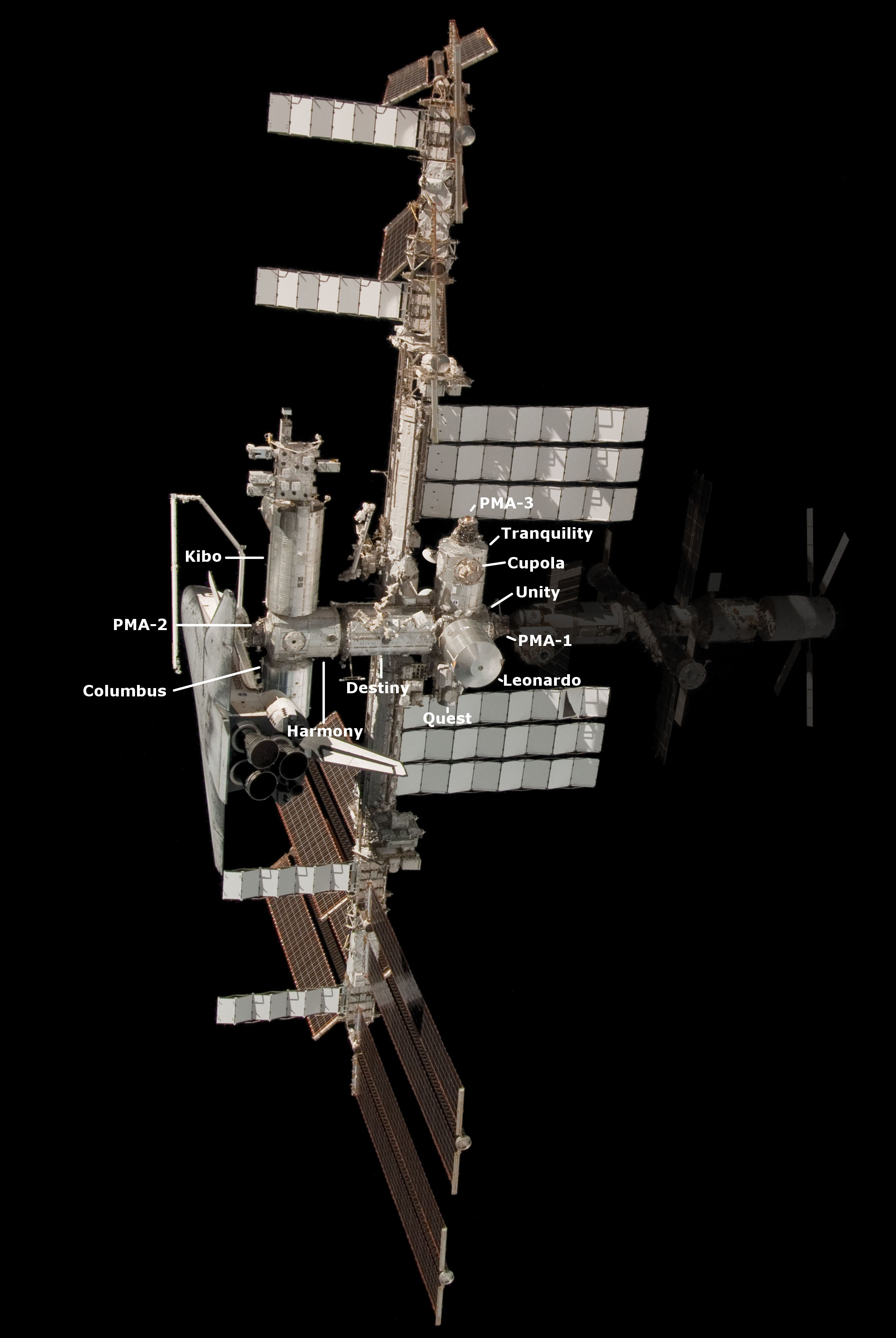
Конфигурация американского сегмента на май 2011

Американский сегмент МКС (англ. US Orbital Segment, сокращённо USOS) — модули и оборудование Международной космической станции, принадлежащие НАСА, Европейскому космическому агентству, Канадскому космическому агентству и Японскому агентству аэрокосмических исследований.

## Состав

### Герметичные модули
- Юнити (Узел-1) — на орбите с 4 декабря 1998 года
- Дестини (лабораторный модуль) — на орбите с февраля 2001 года
- Квест (шлюзовой модуль) — на орбите с июля 2001 года
- Гармония (Узел-2) — на орбите с 23 октября 2007 года
- Коламбус (лабораторный модуль ЕКА) — на орбите с 7 февраля 2008 года
- Кибо (лабораторный модуль Японского космического агентства) — состоит из трех частей; на орбите с 14 марта и 4 июня 2008 года и с 15 июля 2009 года
- Транквилити (Узел-3) — на орбите с 8 февраля 2010 года
- Купол (для наблюдения за Землей и манипулятором) — на орбите с 8 февраля 2010 года
- Герметичный многофункциональный модуль (бывший Многоцелевой модуль снабжения Леонардо) — на орбите с 1 марта 2011 года.
- BEAM — на орбите с 16 апреля 2016 года по (планируется) 2023—2028 год.
- Bishop (для запуска кубсатов) — на орбите с 22 декабря 2020 года.

Кроме того, небольшой герметичный объём, используемый в качестве склада, имеется в ферме Z1, и небольшой герметичный объём сегмента содержат три герметичных стыковочных переходника.

### Стыковочные узлы
Сегмент имеет 4 действующих стыковочных узла: 1 на модуле «Юнити» и 3 на модуле «Гармония» (2 из которых оборудованы адаптером IDA), 1 неиспользуемый стыковочный узел на модуле «Транквилити», один шлюзовой отсек для ВКД «Квест» и шлюзовой модуль для запуска кубсатов «Бишоп».
Стандартные стыковочные узлы сегмента CBM позволяют перемещать через них грузы диаметром 127 см, в полтора раза больше, чем через стыковочные узлы ССВП российского сегмента.

### Другие устройства
- Ферменные конструкции МКС
- Канадарм2
- Декстр
- Внешние складские платформы
- Герметичный стыковочный переходник
- Магнитный альфа-спектрометр — на орбите с 16 мая 2011 года[1]
- Транспортно-складские палеты — негерметичные платформы, предназначенные для размещения оборудования:

- ELC-1 и ELC-2 — на орбите с 16 ноября 2009 года
- ELC-4 — на орбите с 24 февраля 2011 года
- ELC-3 — на орбите с 16 мая 2011 года

## Расширение
С 2024 года НАСА планирует дополнить американский сегмент частным трёхмодульным сегментом Axiom.